# Fulgens and Lucrece
Fulgens and Lucrece is een laat-vijftiende-eeuws tussenspel (Engels: interlude) van Henry Medwall. Het is het vroegste zuiver seculier Engels toneelstuk dat bewaard gebleven is. Medwall schreef het toneelstuk voor kardinaal Morton, die in 1500 overleed, zodat het stuk vóór 1500 ontstaan moet zijn. Het werd waarschijnlijk voor het eerst opgevoerd in 1497 in Lambeth Palace, terwijl kardinaal Morton ambassadeurs uit Spanje en Vlaanderen te gast had. Het stuk is gebaseerd op de Engelse vertaling van een werk van een Italiaanse humanist. Het werd in 1512-1516 gedrukt door John Rastell en was daarna slechts als fragment bekend tot het in het voorjaar van 1919 opdook in een veiling van boeken uit de verzameling van Lord Mostyn. Het werd toen aangekocht door Henry E. Huntington, die een facsimile van het boek liet uitgeven.

## Bron
De bron van het stuk is het Latijnse traktaat De Vera Nobilitate (Over ware adel) van de Italiaanse humanist Bonaccorso of Buonaccorso de Montemagno uit Pistoia uit 1438. Dit traktaat was door Jean Miélot in het Frans vertaald als Controversie de Noblesse par Surse de Pistoye en door William Caxtons vriend Colard Mansion in Brugge rond 1475 gedrukt. Deze Franse versie werd later in het Engels vertaald door John Tiptoft, 1st Earl of Worcester en in 1481 gedrukt door William Caxton op de laatste paginas van Cicero of Old Age and Friendship. Medwall gebruikte Tiptofts vertaling als bron.
De Vera Nobilitate vertelt hoe Lucretia, dochter van de Romeinse senator Fulgentius, het hof gemaakt wordt door de patriciër Publius Cornelius en de plebeïer Gaius Flaminius. Lucretia vraagt haar vader om raad, en Fulgentius brengt de zaak voor de senaat. Beide hofmakers bepleiten hun zaak voor de senaat. Het traktaat vertelt niet wat de senaat beslist.

## Inhoud
Het verhaal is gesitueerd in het oude Rome en gaat over Lucrece, dochter van de Romeinse senator Fulgens, door Publius Cornelius, een patriciër, en Gaius Flaminius, een plebeïer. Beide proberen Lucretia te overtuigen van hun geschiktheid (en dus niet de senaat, zoals in de bron van het stuk). Lucretia kiest uiteindelijk voor Gaius Flaminius.
Het stuk bevat ook een komische subplot dat buiten het eigenlijke stuk lijkt te beginnen maar er dan mee samensmelt. In deze subplot bespreken de personages A en B het toneelstuk dat ze verwachten te zien, wat neerkomt op de plot uit de bron van het stuk. A en B voegen zich later in het stuk als dienaars van Cornelius en Gaius, en maken de dienster van Lucrece het hof.
De komische subplot en de uiteindelijke keuze van Lucrece zijn toevoegingen van Medwall.

## Uitgaven
- F. S. Boas & A. W. Reed, eds.: Fulgens & Lucres. A fifteenth-century secular play. (Tudor and Stuart Library). Clarendon Press, 1926.
- Five Pre-Shakespearean Comedies: Fulgens and Lucrece, The Four P.P., Ralph Roister Doister, Gammer Gurton's Needle, Supposes Oxford University Press, 1958.
- Alan H. Nelson, ed.: The Plays of Henry Medwall (Tudor Interludes). D. S. Brewer, 1980. ISBN 0859910547.
- Fulgens and Lucres. The Henry E. Huntington Facsimile Reprints, 1. George D. Smith, 1920.
- Seymour De Ricci (Voorwoord): Fulgens and Lucres. Kessinger Publishing, 2007. ISBN 978-0548726235.
- Oxford Text Archive: English 362: Henry Medwall's Fulgens and Lucres (volledige tekst van het stuk).
- From Stage to Page: Medieval & Renaissance Drama (University of Maine at Machias): Full text (volledig stuk in platte tekst).